# レヒフェルト航空基地
レヒフェルト航空基地（ドイツ語：Fliegerhorst Lechfeld）は、ドイツ連邦共和国バイエルン州アウクスブルクの南20kmに所在する軍用飛行場。1912年にアウクスブルク郡における軍用飛行場として整備される。第二次世界大戦後はアメリカ合衆国軍が長年にわたり駐留していた。ドイツ連邦軍からは1958年以来、第32戦闘爆撃航空団が配置されている。

## 歴史
1912年の開設以来、軍用機の運用がなされるが第一次世界大戦後は使用が禁止された。1934年に再開され、飛行学校が開設される。メッサーシュミット航空機製造工場社はアウクスブルク試験飛行場として使用される。1945年には数度に渡る空襲によりほとんどの施設が破壊された。
第二次世界大戦末期の1945年5月上旬に、ドイツ西部に進攻していたアメリカ合衆国軍が飛行場を占領する。
1945年12月、施設はアメリカ陸軍航空軍に引き渡されレヒフェルト陸軍航空軍基地に改称された。その後、占領軍の様々な部隊が使用したが、1947年6月1日に「待機」状態に指定され、軍施設はアウクスブルク市の管理下に置かれる。
再軍備を果たしたのちの1956年、ドイツ連邦空軍はシュワブシュタッドル兵舎を設置した。配置された部隊の最初の仕事は第二次世界大戦で損壊した兵舎の修復であった。1958年、兵舎にて第32戦闘爆撃航空団が編成される。1966年まで現役運用されるリパブリック F-84戦闘機が航空団に配備された。1965年には新たにロッキード F-104戦闘機の配備が開始される。1982年から1984年にかけて、パナビア トーネード IDS攻撃機に機種更新される。1998年にはNATOタイガー・ミート競技会の受入部隊となる。2008年度も競技会が予定されていたが、取り消された。
本航空団は、ドイツ連邦空軍でトーネードECR電子戦機を運用している部隊である。1995年からユーゴスラビア紛争のために、NATOによる軍事介入を目的とした臨時編成部隊である第1出動航空団に派出され、イタリアのピアチェンツァ空港に展開した。
1998年9月まで、レヒフェルト訓練地区としてアメリカ合衆国陸軍第66軍事情報群が配置されていた。アメリカ陸軍がアウクスブルクから移転することになり、軍施設はドイツ連邦軍に引き渡された。その後、第66軍事情報群はヴィースバーデンに配置されている。また、本飛行場はアメリカ陸軍のパーシング弾道ミサイル基地としても使用されており、管理地区の余剰部分にドイツ連邦空軍第32戦闘爆撃航空団が配置されていた。防衛事態の場合はアメリカ軍の管轄下に置かれる事となっていた。

## 民間での使用
2004年3月、報道機関は近い将来に軍用飛行場が民間航空による利用がなされると報じた。アウクスブルク市はアウクスブルク空港の拡張工事反対派により通常旅客機用の代替飛行場を探していた。しかし、計画は高額な経費を利用に、また、新たな騒音問題が懸念されたため、当面は中止された。代わりに、メミンゲン空港が選ばれた。
EADSは飛行場に直接面する生産ラインを運営している。このため、大型航空機の部位別製造について免除認可を受け、これによりベルーガなどのエアバス社のスーパー輸送機の製造に用いられたことがある。
e. V.レヒフェルト・スポーツ飛行クラブはここに本拠をおく。

## 配置部隊・機関
- シュヴァプシュタッドル兵営
  - 第32戦闘爆撃航空団（空軍）